# Park Zamkowy w Stargardzie

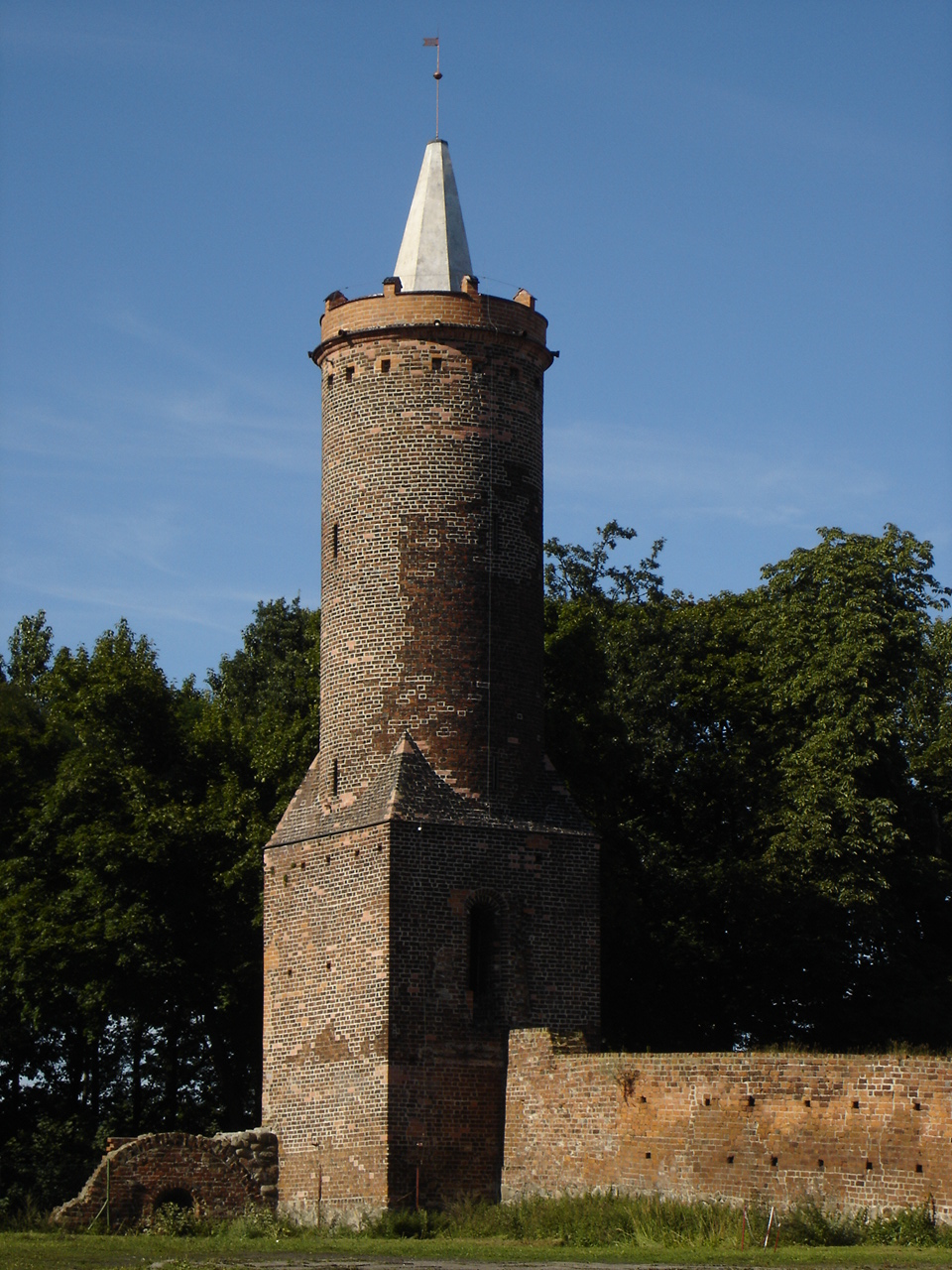
Baszta Białogłówka wraz z fragmentem Parku Zamkowego

Park Zamkowy położony w północno-wschodniej części Starego Miasta w Stargardzie, nad rzeką Iną, wchodzi w skład stargardzkich plant, od zachodu graniczy z Parkiem Chrobrego, a od południa z Parkiem Jagiellońskim.
Park położony jest na terenie dawnego grodziska – najstarszej części miasta. Zajmuje obszar 2,61 ha. Na terenie parku brak jest elementów małej architektury. Szatę roślinną stanowi 27 gatunków drzew i krzewów, z czego najliczniejszą grupę stanowi sześćdziesięcioarowy młodnik topoli Maksymowicza. 
W najwyższym punkcie parku, tuż za basztą Białogłówką znajduje się pomnik ustawiony z okazji 50. rocznicy powstania Stargardzkiego oddziału PTTK.